# Примо Колон
Едуин „Еди“ Карлос Колон е професионален кечист от Пуерто Рико. Състезава се в WWE RAW под името Примо, където е отборен шампион с братовчед си Епико. Той е син на Карлос Колон, старши и по-малък брат на кечистите Стейси и Карли Колон, по-известен като Карлито в WWE. Започва кеч във World Wrestling Council, където печели титлата в тежка категория на WWC цели 5 пъти, както и множество други титли.

## Интро песни
- Cool By Jim Johnston (WWE) (2008 – 2009) с Карлито
- Oh Puerto Rico By Vinny And Ray (WWE) (2009 – 2011)
- Barcode By Jack Elliot (WWE) (17 ноември 2011 – ) с Епико

## Завършващи движения
- Обратен Дешифратор (Backstabber)
- Цифрата 4 (Figure 4 Lock) – Малките федерации

## Титли и отличия
- !Bang!/Funking Conservatory
  - !Bang! Television Tag Team Championship (1 път) – с Карлос Колон

- Florida Championship Wrestling
  - FCW Florida Tag Team Championship (3 пъти) – с Ерик Перес

- Про Kеч (Pro Wrestling Illustrated)
  - PWI го класира под номер 76 от 500-те най-добри кечисти в PWI 500 през 2009 г.

- World Wrestling Council
  - WWC Puerto Rico Heavyweight Championship (5 пъти)
  - WWC Universal Heavyweight Championship (5 пъти)
  - WWC World Junior Heavyweight Championship (5 пъти)
  - WWC World Tag Team Championship (1 път) – с Карли Колон

- World Wrestling Entertainment
  - World Tag Team Championship (1 път) – с Карлито
  - WWE Tag Team Championship (2 пъти) – с Карлито (1) и Епико (1, настоящ)